# Renault Scénic
El Renault Scénic (Renault Mégane Scénic hasta 1999 y Renault Scénic Mégane hasta 2009) es un monovolumen del segmento C diseñado por el fabricante de automóviles francés Renault. Desde 2023, se presenta como un SUV eléctrico del segmento C. Esta quinta versión de Scenic fue nombrada Coche del Año en Europa 2024. El Scénic se fabrica desde 1996 en la planta de Douai, en el norte de Francia, y en Brasil. Las primeras cuatro generaciones están basadas en el turismo Renault Mégane. Entre sus rivales se encuentran el Citroën Xsara Picasso, Citroën C4 Picasso, Ford C-Max, Opel Zafira, Peugeot 5008, SEAT Altea, Toyota Corolla Verso, Volkswagen Golf Plus y Volkswagen Touran. 
La quinta y más reciente generación de Scenic, cuyo nombre completo es Scenic E-Tech 100% eléctrico, abandona la silueta de monovolumen y se inscribe en el plan estratégico de la compañía, "Renaulution", con una carrocería de SUV compacto familiar y una motorización eléctrica. Entre 2023 y 2024, entre sus competidores se sitúan Tesla Model Y y Peugeot E-3008.
La idea de realizar un monovolumen del Mégane venía del proyecto inicial J64, dentro del grupo Mégane. El proyecto X64 que da origen a los Mégane, aparecidos en 1996, consistía en realizar una serie de modelos con un tronco común que ofrecieran soluciones a las necesidades dispares que los clientes de gama media podía solicitar. Se trataba de diversificar la oferta de modelos de carácter medio y no uniformar las necesidades de los clientes a un solo modelo. Este segmento de vehículos medios era el más importante dentro del mercado, por tanto los clientes eran diversos con deseos dispares. Presentar un grupo de soluciones sobre la base de un vehículo medio era una idea novedosa entonces. Así se diseñaron una berlina dos cuerpos de carácter general, un cupe con aire juvenil, un familiar para los que les gustaba los vehículos Break, un convertible con capota abatible, una berlina tres cuerpos de ambiente más clásico y un monovolumen para las familias. El proyecto preveía coches distintos y no derivados de un modelo base, como hasta entonces se había realizado. Aparte de la filosofía de un grupo de modelos aparecía por primera vez en el mercado un monovolumen de gama media. Hasta entonces los monovolúmenes eran vehículos de gama alta exclusivamente. La idea del grupo de modelos con soluciones diferentes tuvo mucho éxito y por tanto rápidamente los competidores del Mégane se acogieron a la idea y realizaron sus proyectos con ideas similares.

## Primera generación (1996-2003)
La primera versión fue lanzada en 1996 y fue el vehículo que inició el segmento de los monovolúmenes del segmento C, rápidamente imitado por otros fabricantes. El Scénic fue galardonado en 1997 como Coche del Año en Europa, debido a su innovador concepto. Mecánicamente, comparte elementos del chasis y motores del Renault Mégane de primera generación.
En 1999 se lanzó al mercado la segunda fase con cambios estéticos externos y nuevos colores respecto a la versión de 1996 (El más demandado era el "Verde Absenta Metalizado"). Presenta un nuevo frontal, nuevos diseños de llantas y faros traseros y delanteros cambiados; además, la denominación oficial perdió el apellido "Mégane". A nivel de motorización, con la segunda fase se incorporan los motores con cuatro válvulas por cilindro.
Todos los motores del Scénic son de cuatro cilindros en línea. Los gasolina son un 1.4 litros de 75 CV de potencia máxima, un 1.6 litros de 90 o 110 CV, un 1.8 de 120 CV, y un 2.0 litros de 115 o 140 CV. El 1.4 litros de 75 CV, el 1.6 litros de 90 CV y el 2.0 litros de 115 CV tienen dos válvulas por cilindro, y el resto cuatro válvulas por cilindro.
Los diésel son un 1.9D disponible en versión atmosférica de 65 CV, 1.9dTi con turbocompresor e inyección de combustible de 80 CV y 100 CV y 1.9dCi de inyección directa con alimentación por common-rail de 105 CV.

### Fase I (1996-1999)

#### Motorizaciones
| Periodo                        | 1996-1999                  | 1996-1999                  | 1996-1999                                         | 1996-1998                                         | 1998-1999                                         | 1996-1999             | 1996-1997             | 1997-1999                               |           |           |
| Tipo de motor                  | L4 8v, inyección monopunto | L4 8v, inyección monopunto | L4 8v, inyección multipunto                       | L4 8v, inyección multipunto                       | L4 8v, inyección multipunto                       | L4 8v, diésel         | L4 8v, diésel, turbo  | L4 8v, diésel, inyección directa, turbo |           |           |
| Identificación del motor       | E7J                        | K7M                        | K7M                                               | F3R                                               | F3R                                               | F8Q                   | F8Q                   | F9Q                                     |           |           |
| Diámetro x carrera             | 75.8 mm x 77.0 mm          | 79.5 mm x 80.5 mm          | 79.5 mm x 80.5 mm                                 | 82.7 mm x 93.0 mm                                 | 82.7 mm x 93.0 mm                                 | 80.0 mm x 93.0 mm     | 80.0 mm x 93.0 mm     | 80.0 mm x 93.0 mm                       |           |           |
| Cilindrada                     | 1390 cm³                   | 1598 cm³                   | 1598 cm³                                          | 1998 cm³                                          | 1998 cm³                                          | 1870 cm³              | 1870 cm³              | 1870 cm³                                |           |           |
| Relación de compresión         | 9.5: 1                     | 9.0: 1                     | 9.5: 1                                            | 9.7: 1                                            | 9.7: 1                                            | 21.5: 1               | 20.5: 1               | 18.3: 1                                 |           |           |
| Potencia máxima: CV (kW) @ rpm | 75 CV (55 kW) @ 6000       | 75 CV (55 kW) @ 5000       | 90 CV (66 kW) @ 5000                              | 115 CV (84 kW) @ 5400                             | 140 CV (80 kW) @ 5400                             | 65 CV (47 kW) @ 4500  | 90 CV (66 kW) @ 4250  | 98 CV (72 kW) @ 4000                    |           |           |
| Par máximo: Nm @ rpm           | 107 Nm @ 4000              | 130 Nm @ 3400              | 137 Nm @ 4000                                     | 168 Nm @ 4250                                     | 168 Nm @ 4250                                     | 118 Nm @ 2250         | 176 Nm @ 2000         | 200 Nm @ 2000                           |           |           |
| Tracción                       | Delantera                  | Delantera                  | Delantera                                         | Delantera                                         | Delantera                                         | Delantera             | Delantera             | Delantera                               | Delantera | Delantera |
| Transmisión                    | Manual, 5 velocidades      | Manual, 5 velocidades      | Manual, 5 velocidades / Automática, 4 velocidades | Manual, 5 velocidades / Automática, 4 velocidades | Manual, 5 velocidades / Automática, 4 velocidades | Manual, 5 velocidades | Manual, 5 velocidades | Manual, 5 velocidades                   |           |           |
| Aceleración 0–100 km/h         | 16.2 s                     | 14.7 s                     | 13.7 s                                            | 11.1 s                                            | 11.1 s                                            | 18.9 s                | 12.9 s                | 12.7 s                                  |           |           |
| Velocidad máxima               | 160 km/h                   | 162 km/h                   | 170 km/h                                          | 185 km/h                                          | 185 km/h                                          | 152 km/h              | 174 km/h              | 173 km/h                                |           |           |
| Consumo combinado (L/100 km)   | 6.6                        | 6.6                        | 6.6                                               | 7.5                                               | 7.5                                               | 5.8                   | 5.7                   | 5.1                                     |           |           |

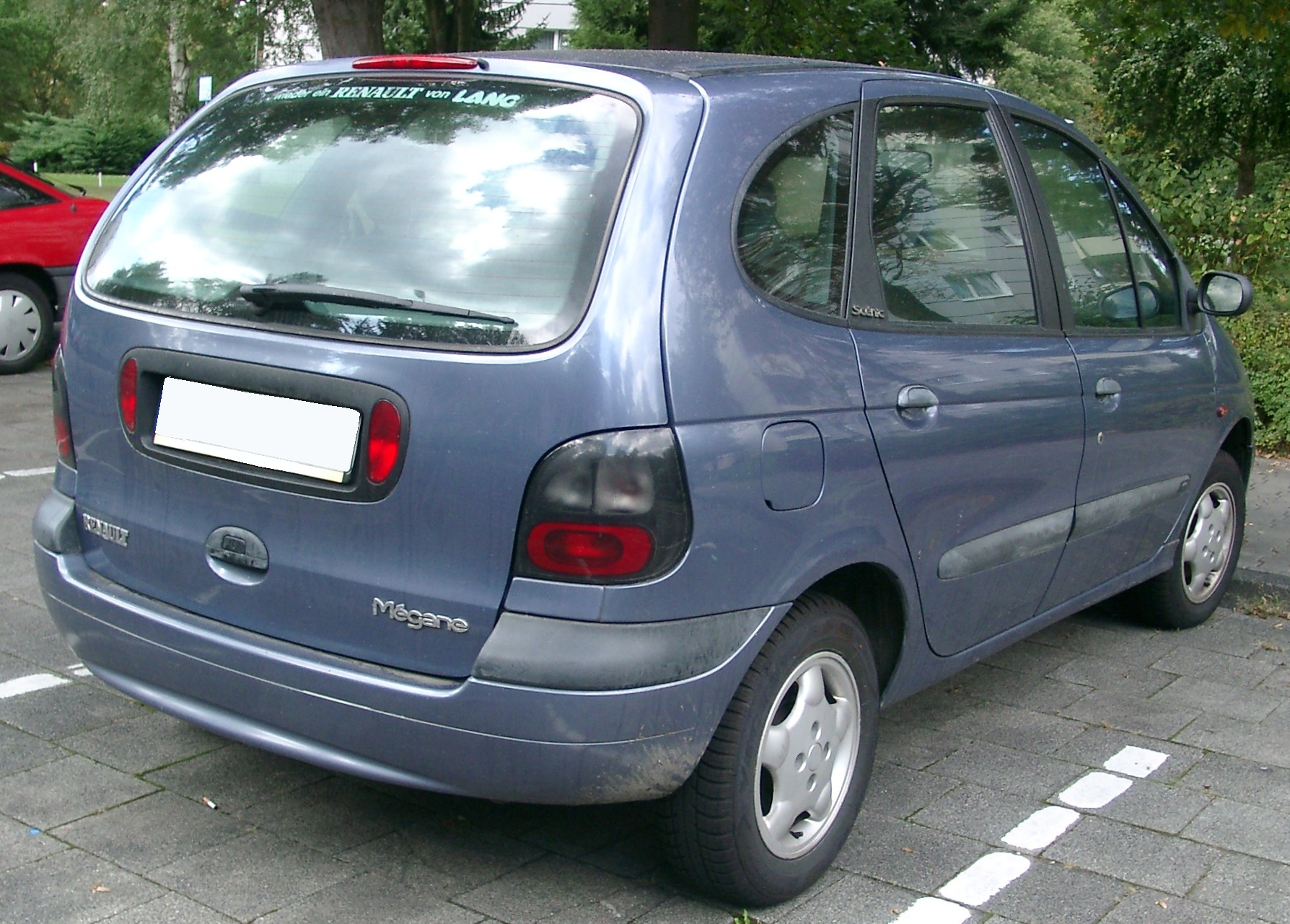
Vista trasera Renault Megane Scenic

### Fase II (1999-2003)

#### Motorizaciones
| Periodo                        | 1999-2003                    | 1999-2003                                         | 2001-2003                    | 1999-2003                                         | 1999-2000             | 1999-2000                                         | 2001 -2003                              | 2001 -2003                                           |           |           |
| Tipo de motor                  | L4 16v, inyección multipunto | L4 16v, inyección multipunto                      | L4 16v, inyección multipunto | L4 16v, inyección multipunto                      | L4 8v, diésel         | L4 8v, diésel, inyección directa, turbo           | L4 8v, diésel, inyección directa, turbo | L4 8v, diésel, inyección directa, common-rail, turbo |           |           |
| Identificación del motor       | K4J                          | K4M                                               | F4P                          | F4R                                               | F8Q                   | F9Q                                               | F9Q                                     | F9Q                                                  |           |           |
| Diámetro x carrera             | 79.5 mm x 70.0 mm            | 79.5 mm x 80.5 mm                                 | 82.7 mm x 83.0 mm            | 82.7 mm x 93.0 mm                                 | 80.0 mm x 93.0 mm     | 80.0 mm x 93.0 mm                                 | 80.0 mm x 93.0 mm                       | 80.0 mm x 93.0 mm                                    |           |           |
| Cilindrada                     | 1390 cm³                     | 1598 cm³                                          | 1793 cm³                     | 1998 cm³                                          | 1870 cm³              | 1870 cm³                                          | 1870 cm³                                | 1870 cm³                                             |           |           |
| Relación de compresión         | 10.0: 1                      | 10.0: 1                                           | 9.8: 1                       | 9.8: 1                                            | 21.5: 1               | 18.3: 1                                           | 18.3: 1                                 | 19.0: 1                                              |           |           |
| Potencia máxima: CV (kW) @ rpm | 95 CV (70 kW) @ 6000         | 110 CV (79 kW) @ 5750                             | 115 CV (85 kW) @ 5750        | 140 CV (102 kW) @ 5500                            | 65 CV (47 kW) @ 4500  | 98 CV (72 kW) @ 4000                              | 80 CV (59 kW) @ 4000                    | 101 CV (75 kW) @ 4000                                |           |           |
| Par máximo: Nm @ rpm           | 127 Nm @ 3750                | 148 Nm @ 3750                                     | 158 Nm @ 3750                | 188 Nm @ 3750                                     | 120 Nm @ 2250         | 200 Nm @ 2000                                     | 160 Nm @ 2000                           | 200 Nm @ 1500                                        |           |           |
| Tracción                       | Delantera                    | Delantera                                         | Delantera                    | Delantera                                         | Delantera             | Delantera                                         | Delantera                               | Delantera                                            | Delantera | Delantera |
| Transmisión                    | Manual, 5 velocidades        | Manual, 5 velocidades / Automática, 4 velocidades | Manual, 5 velocidades        | Manual, 5 velocidades / Automática, 4 velocidades | Manual, 5 velocidades | Manual, 5 velocidades / Automática, 4 velocidades | Manual, 5 velocidades                   | Manual, 5 velocidades                                |           |           |
| Aceleración 0–100 km/h         | 12.9 s                       | 11.2 s                                            | 10.3 s                       | 10.2 s                                            | 18.9 s                | 12.7 s                                            | 15.7 s                                  | 12.8 s                                               |           |           |
| Velocidad máxima               | 173 km/h                     | 185 km/h                                          | 190 km/h                     | 196 km/h                                          | 152 km/h              | 174 km/h                                          | 162 km/h                                | 173 km/h                                             |           |           |
| Consumo combinado (L/100 km)   | 7.1                          | 7.3                                               | 7.8                          | 8.0                                               | 5.6                   | 4.9                                               | 4.8                                     | 4.9                                                  |           |           |

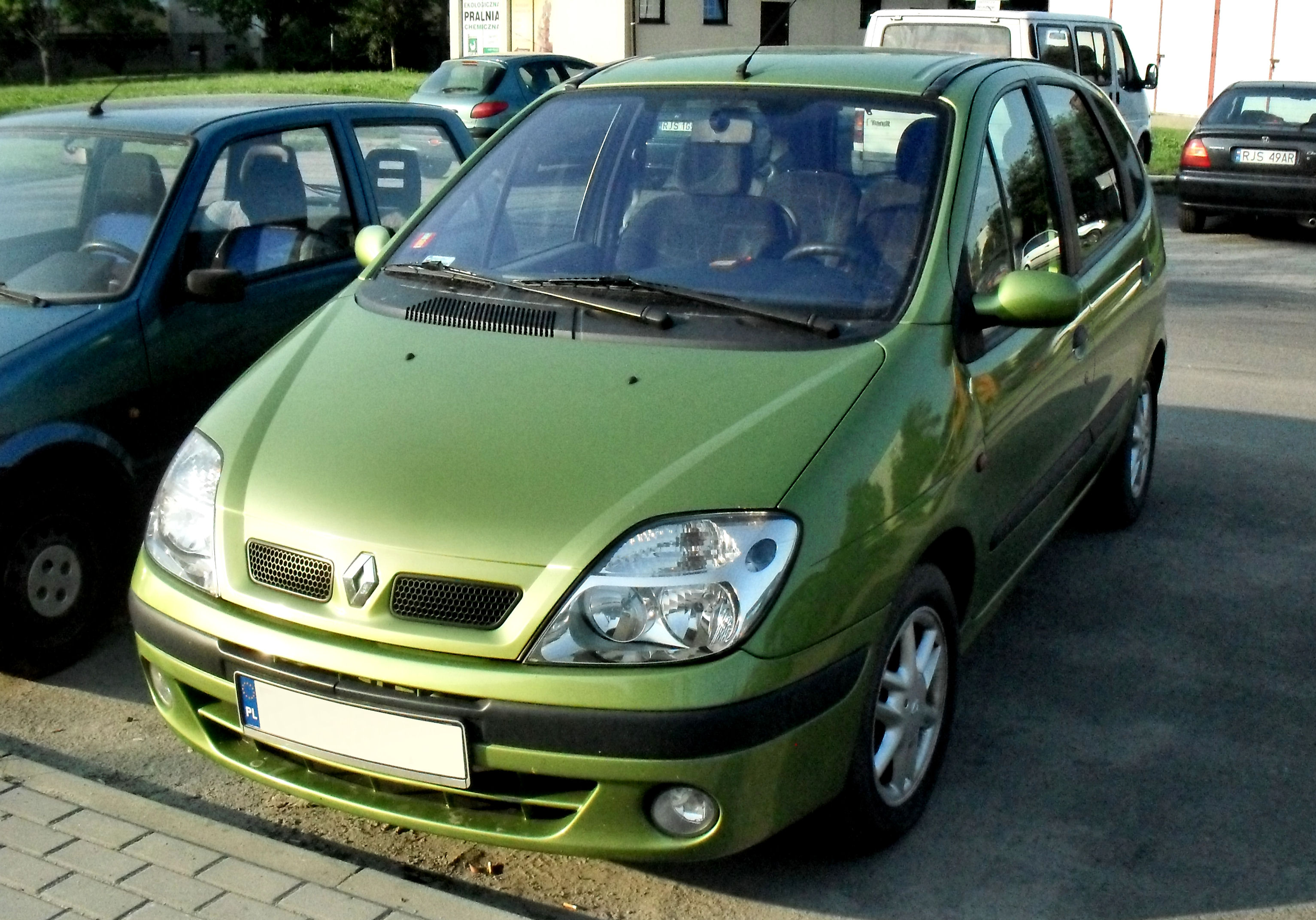
Scenic I fase II
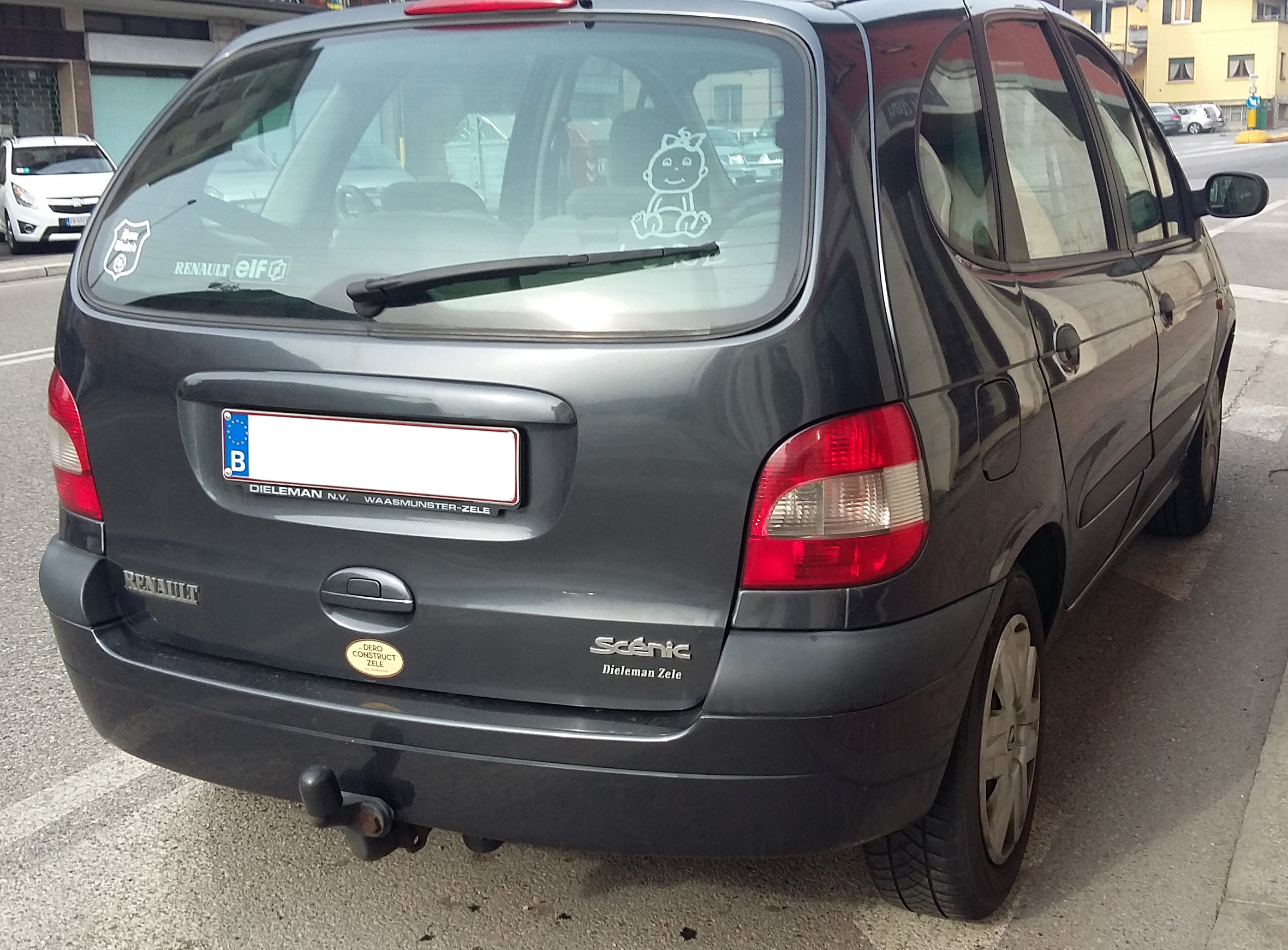
Vista trasera Renault Scénic rediseño

### Scénic RX4
En el año 2000, Renault desarrolló un automóvil todoterreno basado en el Scénic y denominado RX4. El RX4 lleva un diferencial con centro viscoso controlado electrónicamente sin reductora. En este modelo Renault rediseño la suspensión trasera y endureció la delantera. El nuevo diseño de la suspensión trasera ocupaba el espacio de la rueda de reserva, así que esta pasó a situarse en el portón trasero. El RX4 es más alto al tener la nueva suspensión y ruedas más grandes. Estuvo disponible hasta el 2003 con el gasolina 2.0 de 140 CV o el diésel 1.9 dCi de 105 CV con un limitador del final de bajos, y en algunos países de Suramérica estuvo disponible hasta el año 2009.

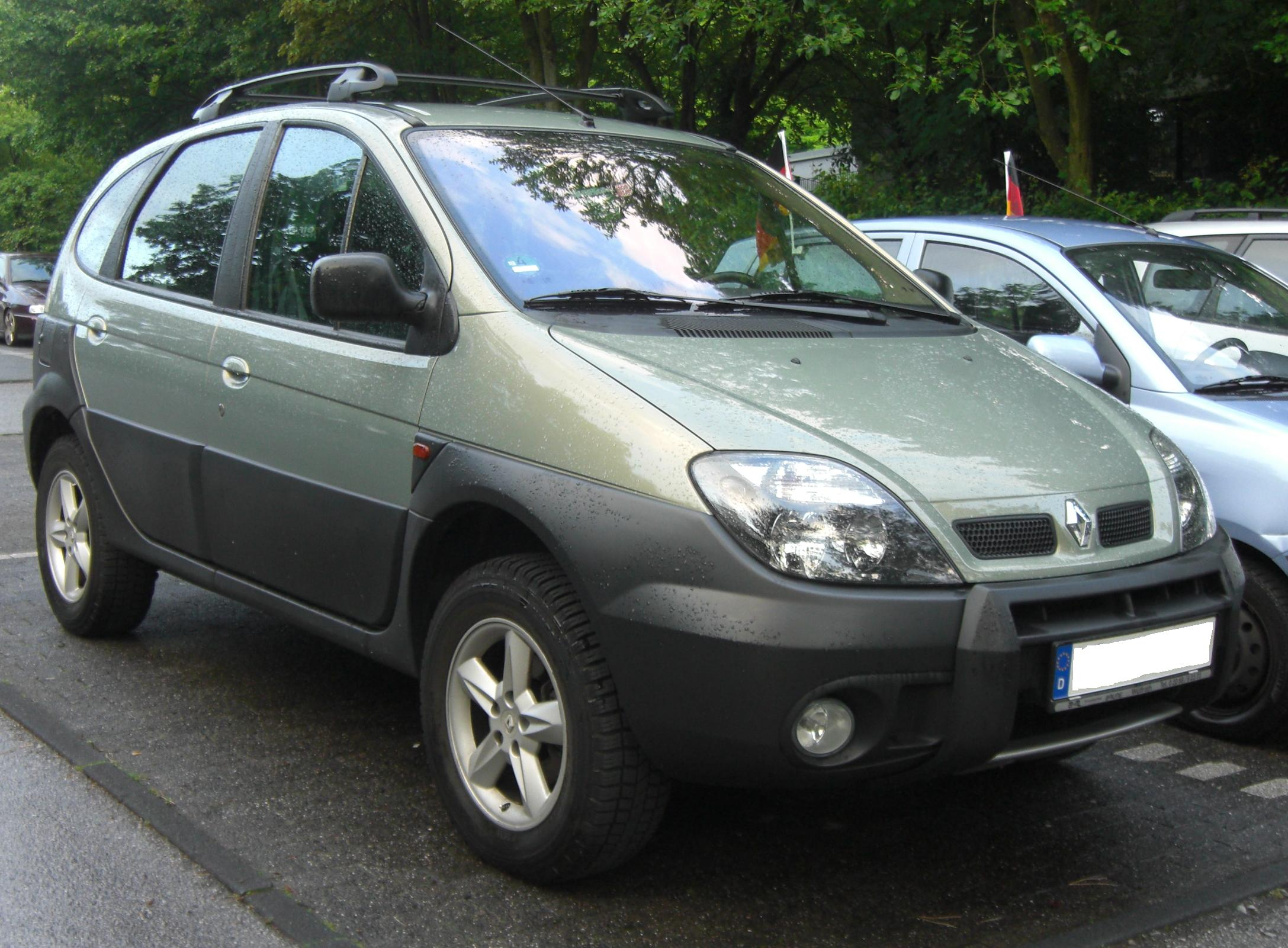
Renault Scénic RX4
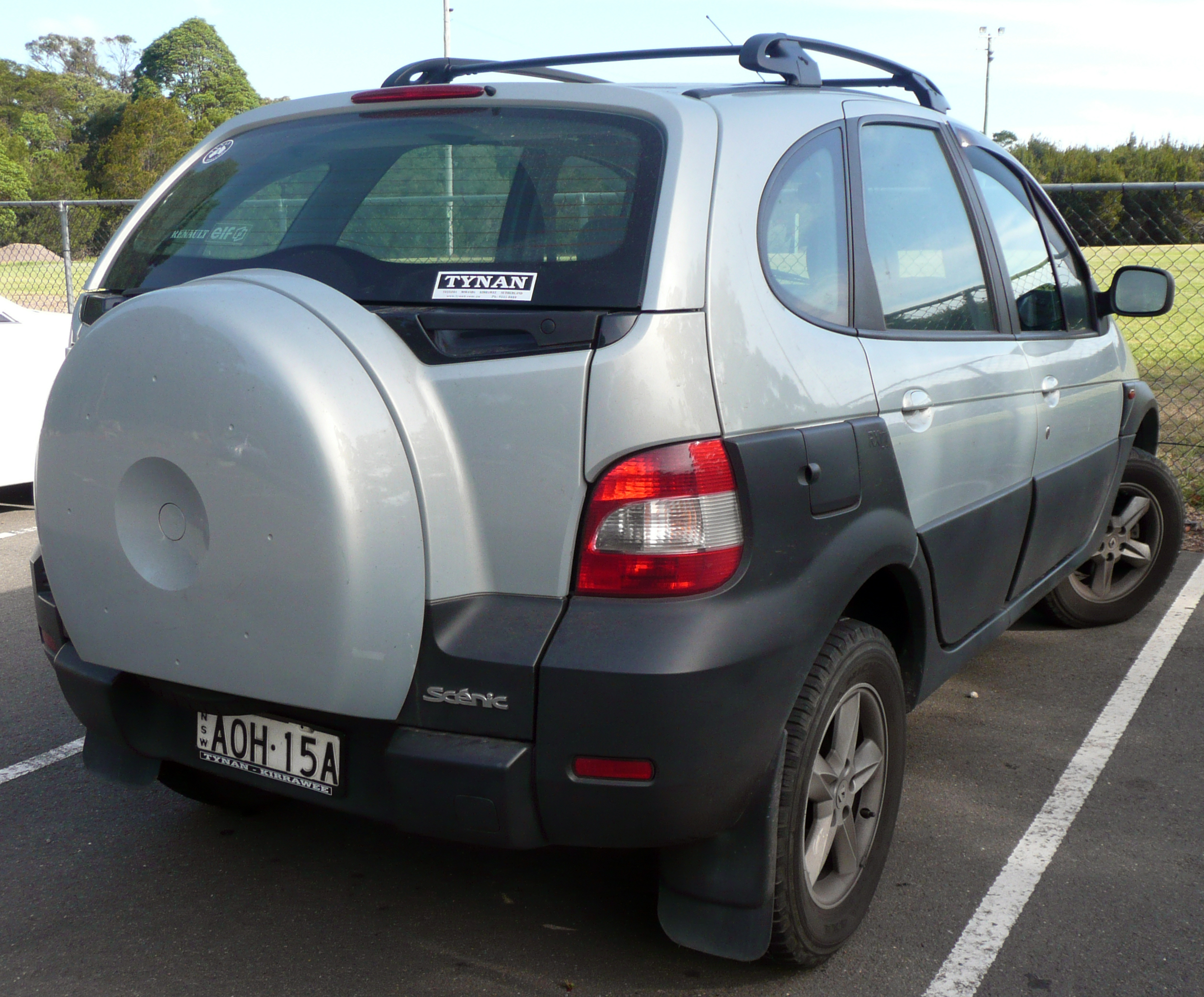
Renault Scénic RX4 vista posterior

## Segunda generación (2003-2009)
La segunda generación del Scénic fue lanzada en el año 2003. Existen dos carrocerías distintas, que se diferencian en la batalla y el voladizo trasero. El variante "Scénic" es estrictamente cinco plazas, y la más larga, "Grand Scénic", se ofrece con cinco y siete plazas. Denominado mejor monovolumen de Europa desde 2003-2009. 
Respecto a la seguridad, la mayor parte de los modelos llevan de serie control de estabilidad y control de tracción. El Scénic recibió cinco estrellas de cinco y 34 puntos en la prueba de protección a adultos en choques de EuroNCAP.
En octubre de 2006, Renault renovó la oferta del Scénic con pequeños cambios estéticos en el frontal delantero y cambiando los faros traseros por otros con diodos. También se ofrece desde este momento el techo solar fijo panorámico (antes solo estaba disponible uno abrible) y el radar de proximidad delantero. Se añaden igualmente nuevos colores de carrocería y tapicerías y llantas rediseñadas.
Los motores gasolina son un 1.4 litros de 98 CV, un 1.6 litros de 112 CV, y un 2.0 litros en versiones atmosférica de 135 CV y con turbocompresor de 165 CV; todos ellos tienen culata de cuatro válvulas por cilindro. Los diésel son un 1.5 litros en versiones de 86 y 106 CV, un 1.9 litros de 130 CV y un 2.0 litros de 150 CV, todos ellos con inyección directa, alimentación por common-rail y turbocompresor.
Los motores de gasolina de 1.4 y 1.6 litros, así como el motor diésel de 1.5 litros y 85 CV llevan cajas de cambio de cinco velocidades, mientras que el resto usan cajas de cambio de 6 velocidades. También existen unidades del 1.6 16V con 6 velocidades, pero son muy escasas y las equiparon poco antes de que descatalogaran el modelo.

### Motorizaciones
| Periodo                        | 2003-2008             | 2005-2009                                           | 2003-2008                                         | 2004-2008              |           |           |           |           |           |           |           |           |           |           |           |           |           |           |           |           |
| Tipo de motor                  | L4 16v                | L4 16v                                              | L4 16v                                            | L4 16v, turbo          |           |           |           |           |           |           |           |           |           |           |           |           |           |           |           |           |
| Identificación del motor       | K4J                   | K4M                                                 | F4R                                               | F4R                    |           |           |           |           |           |           |           |           |           |           |           |           |           |           |           |           |
| Diámetro x carrera             | 79.5 mm x 70.0 mm     | 79.5 mm x 80.5 mm                                   | 82.7 mm x 93.0 mm                                 | 82.7 mm x 93.0 mm      |           |           |           |           |           |           |           |           |           |           |           |           |           |           |           |           |
| Cilindrada                     | 1390 cm³              | 1598 cm³                                            | 1998 cm³                                          | 1998 cm³               |           |           |           |           |           |           |           |           |           |           |           |           |           |           |           |           |
| Relación de compresión         | 10.0: 1               | 10.0: 1                                             | 9.8: 1                                            | 9.5: 1                 |           |           |           |           |           |           |           |           |           |           |           |           |           |           |           |           |
| Potencia máxima: CV (kW) @ rpm | 98 CV (72 kW) @ 6000  | 115 CV (83 kW) @ 6000                               | 135 CV (99 kW) @ 5000                             | 163 CV (120 kW) @ 5000 |           |           |           |           |           |           |           |           |           |           |           |           |           |           |           |           |
| Par máximo: Nm @ rpm           | 127 Nm @ 3750         | 152 Nm @ 4200                                       | 191 Nm @ 3750                                     | 270 Nm @ 3250          |           |           |           |           |           |           |           |           |           |           |           |           |           |           |           |           |
| Tracción                       | Delantera             | Delantera                                           | Delantera                                         | Delantera              | Delantera | Delantera | Delantera | Delantera | Delantera | Delantera | Delantera | Delantera | Delantera | Delantera | Delantera | Delantera | Delantera | Delantera | Delantera | Delantera |
| Transmisión                    | Manual, 5 velocidades | Manual, 5/6 velocidades / Automática, 4 velocidades | Manual, 6 velocidades / Automática, 4 velocidades | Manual, 6 velocidades  |           |           |           |           |           |           |           |           |           |           |           |           |           |           |           |           |
| Peso                           | 1390 kg               | 1395 kg                                             | 1475 kg                                           | 1500 kg                |           |           |           |           |           |           |           |           |           |           |           |           |           |           |           |           |
| Aceleración 0–100 km/h         | 14.3 s                | 12.5 s                                              | 10.3 s                                            | 8.6 s                  |           |           |           |           |           |           |           |           |           |           |           |           |           |           |           |           |
| Velocidad máxima               | 174 km/h              | 185 km/h                                            | 195 km/h                                          | 206 km/h               |           |           |           |           |           |           |           |           |           |           |           |           |           |           |           |           |
| Consumo combinado (L/100 km)   | 7.2                   | 7.2                                                 | 8.0                                               | 8.1                    |           |           |           |           |           |           |           |           |           |           |           |           |           |           |           |           |

| Periodo                        | 2003-2005                                    | 2005-2006                                    | 2004-2005                                    | 2005-2009                                                                 | 2003-2006                                    | 2006-2009                                                                 | 2007-2009                                                                 |           |           |           |           |           |           |           |           |           |           |           |           |           |
| Tipo de motor                  | L4 8v, inyección directa, common-rail, turbo | L4 8v, inyección directa, common-rail, turbo | L4 8v, inyección directa, common-rail, turbo | L4 8v, inyección directa, common-rail, turbo, Filtro antipartículas (DPF) | L4 8v, inyección directa, common-rail, turbo | L4 8v, inyección directa, common-rail, turbo, Filtro antipartículas (DPF) | L4 8v, inyección directa, common-rail, turbo, Filtro antipartículas (DPF) |           |           |           |           |           |           |           |           |           |           |           |           |           |
| Identificación del motor       | K9K                                          | K9K                                          | K9K                                          | K9K                                                                       | F9Q                                          | F9Q                                                                       | M9R                                                                       |           |           |           |           |           |           |           |           |           |           |           |           |           |
| Diámetro x carrera             | 76.0 mm x 80.5 mm                            | 76.0 mm x 80.5 mm                            | 76.0 mm x 80.5 mm                            | 76.0 mm x 80.5 mm                                                         | 80.0 mm x 93.0 mm                            | 80.0 mm x 93.0 mm                                                         | 84.0 mm x 90.0 mm                                                         |           |           |           |           |           |           |           |           |           |           |           |           |           |
| Cilindrada                     | 1461 cm³                                     | 1461 cm³                                     | 1461 cm³                                     | 1461 cm³                                                                  | 1870 cm³                                     | 1870 cm³                                                                  | 1998 cm³                                                                  |           |           |           |           |           |           |           |           |           |           |           |           |           |
| Relación de compresión         | 18.8: 1                                      | 17.9: 1                                      | 18.8: 1                                      | 15.6: 1                                                                   | 18.3: 1                                      | 17.0: 1                                                                   | 15.0: 1                                                                   |           |           |           |           |           |           |           |           |           |           |           |           |           |
| Potencia máxima: CV (kW) @ rpm | 82 CV (60 kW) @ 4000                         | 85 CV (63 kW) @ 3750                         | 100 CV (74 kW) @ 4000                        | 105 CV (78 kW) @ 4000                                                     | 120 CV (88 kW) @ 4000                        | 131 CV (96 kW) @ 4000                                                     | 150 CV (110 kW) @ 4000                                                    |           |           |           |           |           |           |           |           |           |           |           |           |           |
| Par máximo: Nm @ rpm           | 185 Nm @ 2000                                | 200 Nm @ 1900                                | 200 Nm @ 1900                                | 240 Nm @ 2000-2500                                                        | 300 Nm @ 2000                                | 300 Nm @ 2000                                                             | 340 Nm @ 2000                                                             |           |           |           |           |           |           |           |           |           |           |           |           |           |
| Tracción                       | Delantera                                    | Delantera                                    | Delantera                                    | Delantera                                                                 | Delantera                                    | Delantera                                                                 | Delantera                                                                 | Delantera | Delantera | Delantera | Delantera | Delantera | Delantera | Delantera | Delantera | Delantera | Delantera | Delantera | Delantera | Delantera |
| Transmisión                    | Manual, 5 velocidades                        | Manual, 5 velocidades                        | Manual, 5 velocidades                        | Manual, 6 velocidades                                                     | Manual, 6 velocidades                        | Manual, 6 velocidades                                                     | Manual, 6 velocidades                                                     |           |           |           |           |           |           |           |           |           |           |           |           |           |
| Peso                           | 1415 kg                                      | 1415 kg                                      | 1415 kg                                      | 1440 kg                                                                   | 1505 kg                                      | 1505 kg                                                                   | 1540 kg                                                                   |           |           |           |           |           |           |           |           |           |           |           |           |           |
| Aceleración 0–100 km/h         | 15.7 s                                       | 15.7 s                                       | 14.1 s                                       | 12.4 s                                                                    | 12.1 s                                       | 12.1 s                                                                    | 10.9 s                                                                    |           |           |           |           |           |           |           |           |           |           |           |           |           |
| Velocidad máxima               | 165 km/h                                     | 165 km/h                                     | 172 km/h                                     | 178 km/h                                                                  | 188 km/h                                     | 188 km/h                                                                  | 204 km/h                                                                  |           |           |           |           |           |           |           |           |           |           |           |           |           |
| Consumo combinado (L/100 km)   | 5.0                                          | 5.0                                          | 5.1                                          | 5.2                                                                       | 5.8                                          | 5.8                                                                       | 5.7                                                                       |           |           |           |           |           |           |           |           |           |           |           |           |           |

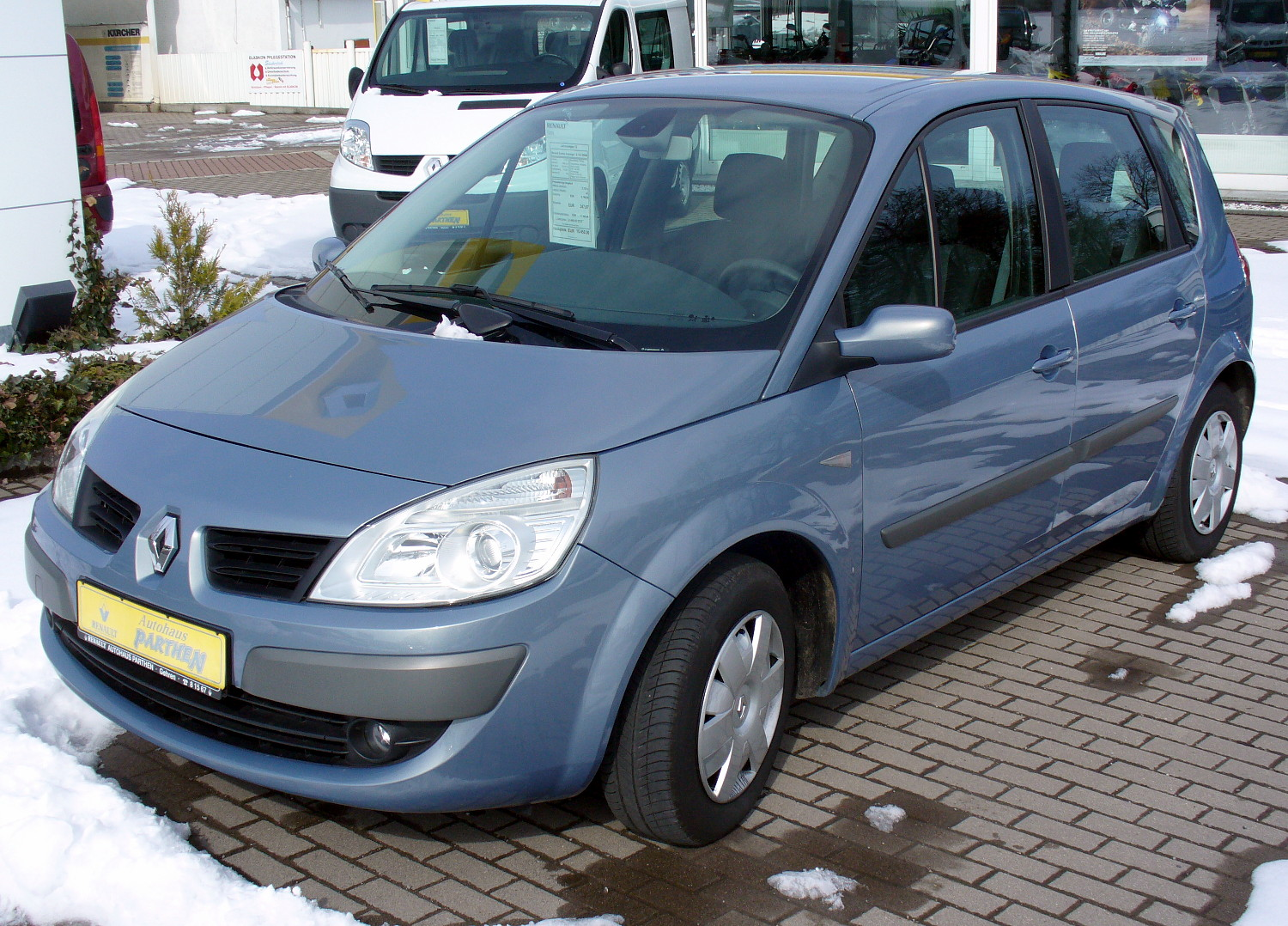
Renault Scénic rediseño
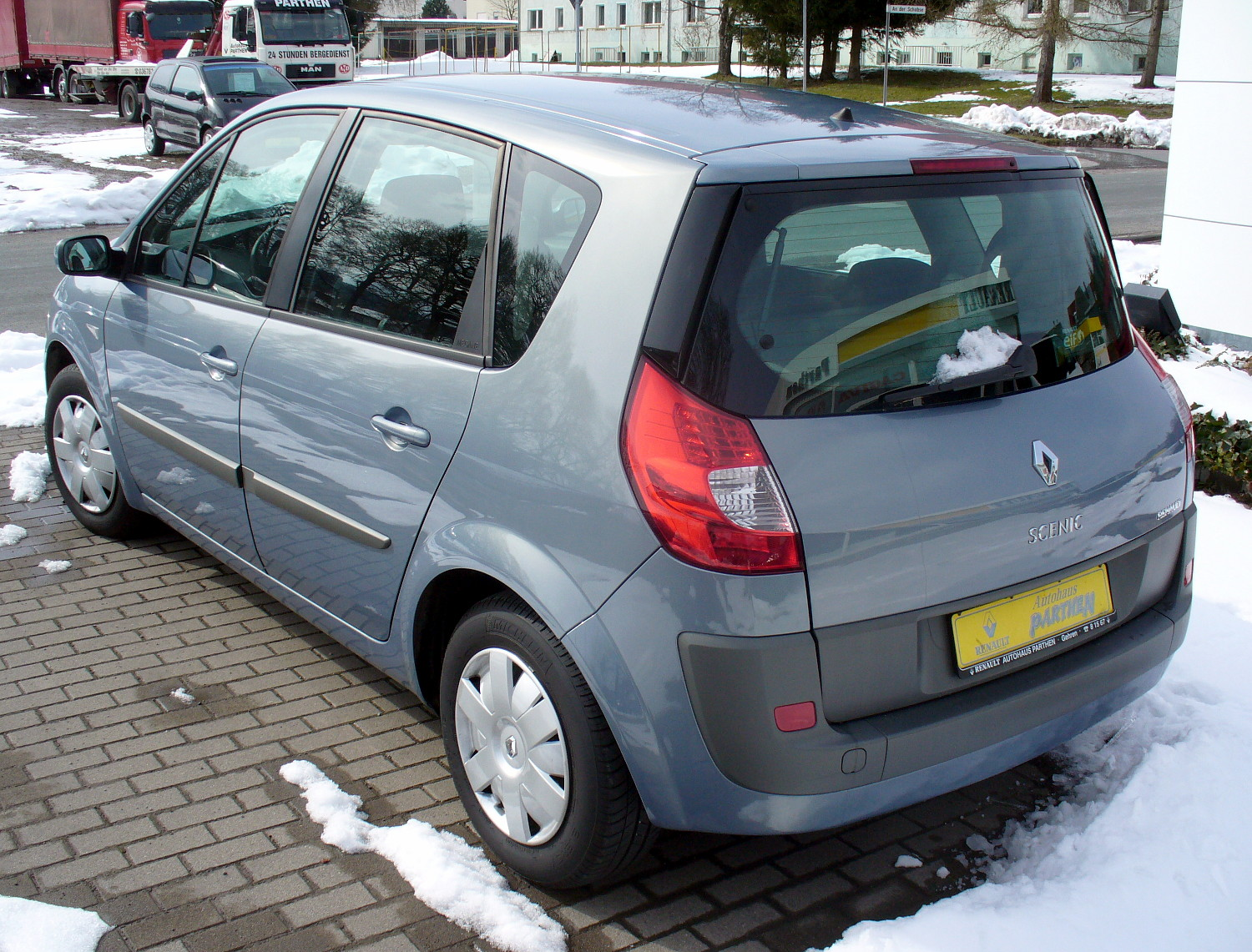
Renault Scénic rediseño vista posterior
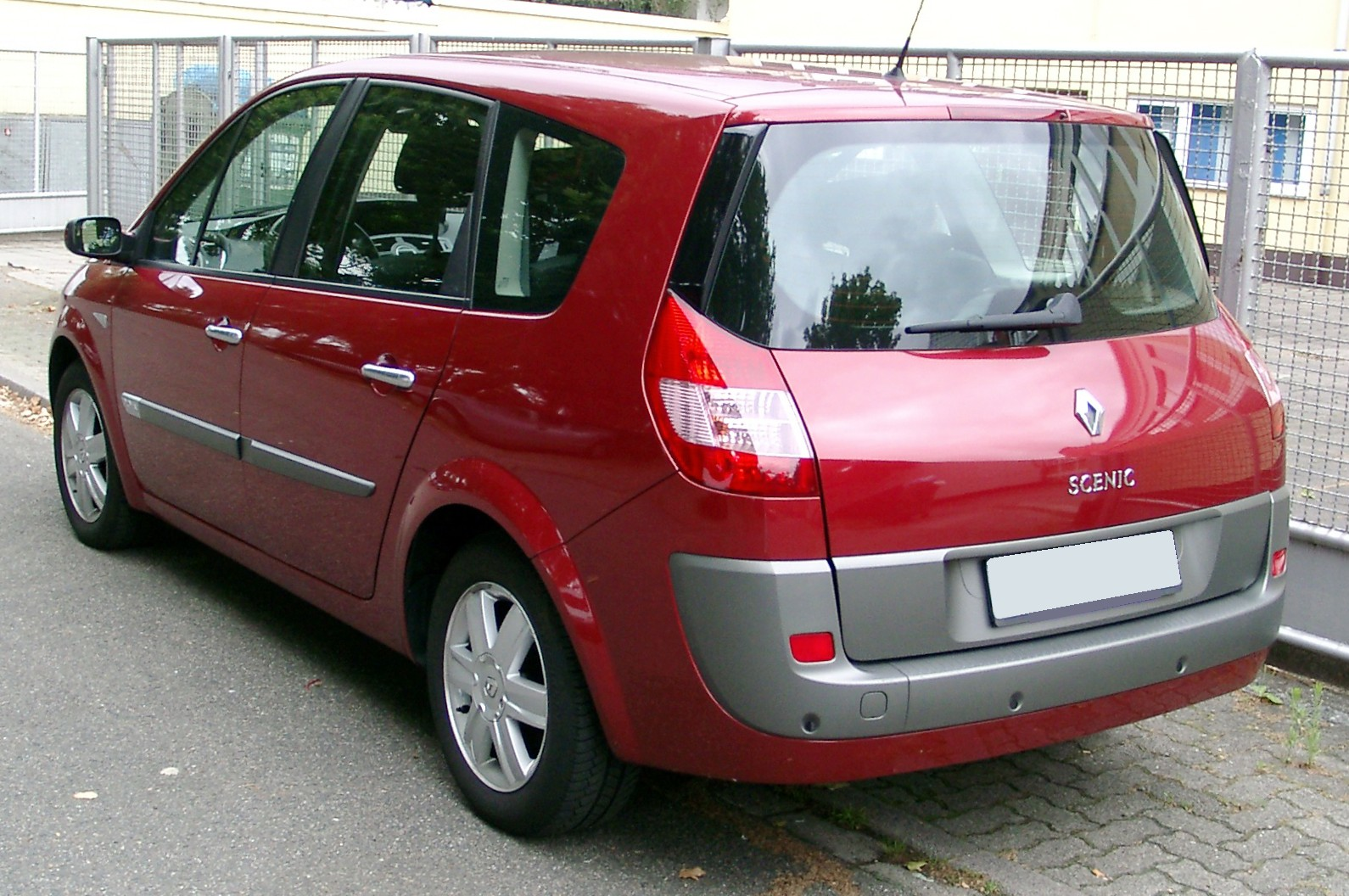
Renault Gran Scénic vista posterior

### Renault Scénic Conquest

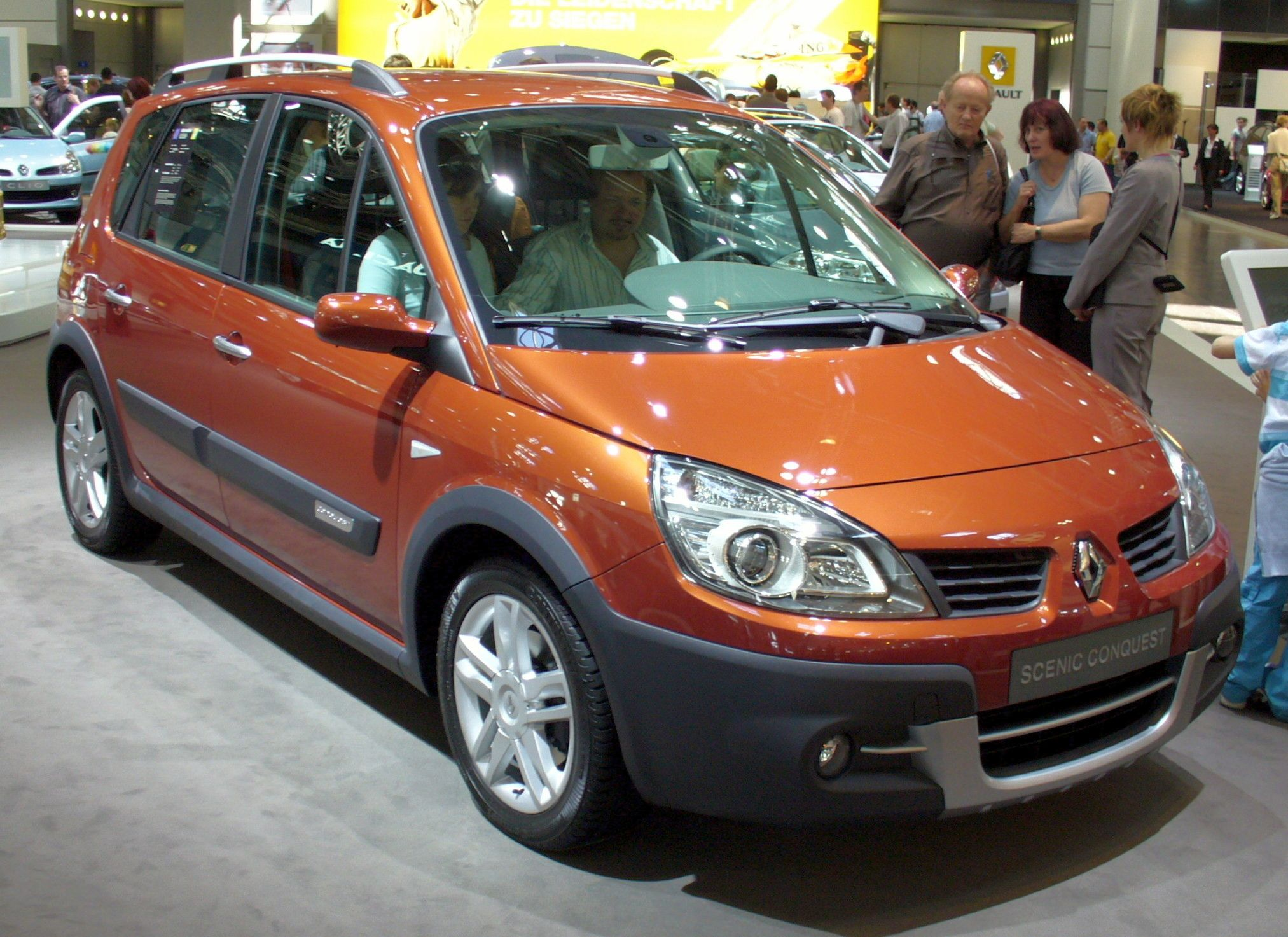
Renault Scénic Conquest

## Tercera generación (2009-2016)
La tercera generación del Scénic se presentó oficialmente en el Salón del Automóvil de Ginebra de 2009 y se puso a la venta en mayo de ese año. Nuevamente existe una variante corta de cinco plazas y una larga ("Grand Scénic") de cinco o siete plazas. Usa la misma plataforma que el Mégane III.
Fue comercializado en Francia, China, Brasil y Japón.
Los motores de gasolina son un 1.6 litros atmosférico de 110 CV, un 1.4 litros turboalimentado de 130 CV, y un 2.0 litros atmosférico de 140 CV. El 1.6 litros también se ofrecen en versiones para funcionar con E85 y gas licuado del petróleo. Por su parte, los diésel son un 1.5 litros de 85, 95 105 o 110 CV, un 1.9 litros de 130 CV (Hoy día es un 1.6 dCi con tecnología "Stop & Start") y un 2.0 litros de 150 (con caja de cambios automática) o 160 CV (se ha dejado de fabricar desde el restyling del Scénic en 2013).

### Motorizaciones
|                                | 1.2 TCe                          | 1.2 TCe                          | 1.4 TCe               | 1.6 16V               | 2.0 16V                                                     |           |
| ------------------------------ | -------------------------------- | -------------------------------- | --------------------- | --------------------- | ----------------------------------------------------------- | --------- |
| Periodo                        | 2012-2016                        | 2013-2016                        | 2009-2013             | 2009-2013             | 2009-2013                                                   |           |
| Tipo de motor                  | L4 16v, inyección directa, turbo | L4 16v, inyección directa, turbo | L4 16v, turbo         | L4 16v                | L4 16v                                                      |           |
| Identificación del motor       | H5F                              | H5F                              | HJ4                   | K4M                   | M4R                                                         |           |
| Diámetro x carrera             | 72.0 mm x 73.1 mm                | 72.0 mm x 73.1 mm                | 78.0 mm x 73.1 mm     | 79.5 mm x 80.5 mm     | 84.0 mm x 90.1 mm                                           |           |
| Cilindrada                     | 1198 cm³                         | 1198 cm³                         | 1397 cm³              | 1598 cm³              | 1997 cm³                                                    |           |
| Relación de compresión         | 10.0: 1                          | 10.0: 1                          | 9.1: 1                | 9.7: 1                | 10.2: 1                                                     |           |
| Potencia máxima: CV (kW) @ rpm | 115 CV (85 kW) @ 4500            | 130 CV (96 kW) @ 5500            | 130 CV (96 kW) @ 5500 | 110 CV (81 kW) @ 6000 | 140 CV (103 kW) @ 6000                                      |           |
| Par máximo: Nm @ rpm           | 190 Nm @ 2000                    | 205 Nm @ 2000                    | 191 Nm @ 2250         | 151 Nm @ 4250         | 196 Nm @ 3750                                               |           |
| Tracción                       | Delantera                        | Delantera                        | Delantera             | Delantera             | Delantera                                                   | Delantera |
| Transmisión                    | Manual, 6 velocidades            | Manual, 6 velocidades            | Manual, 6 velocidades | Manual, 6 velocidades | Manual, 6 velocidades / Automática, variador continuo (CVT) |           |
| Aceleración 0–100 km/h         | 11.7 s                           | 11.4 s                           | 10.7 s                | 11.7 s                | 7.7 s                                                       |           |
| Velocidad máxima               | 180 km/h                         | 185 km/h                         | 190 km/h              | 185 km/h              | 190 km/h                                                    |           |
| Consumo combinado (L/100 km)   | 5.9                              | 6.1                              | 7.3                   | 7.3                   | 7.7                                                         |           |

| Periodo                        | 2009-2016                                                                 | 2009-2016                                                                 | 2011-2016                                                                  | 2009-2011                                                                 | 2009-2013                                                                  | 2009-2013                                                                  |           |           |
| Tipo de motor                  | L4 8v, inyección directa, common-rail, turbo, filtro antipartículas (DPF) | L4 8v, inyección directa, common-rail, turbo, filtro antipartículas (DPF) | L4 16v, inyección directa, common-rail, turbo, filtro antipartículas (DPF) | L4 8v, inyección directa, common-rail, turbo, filtro antipartículas (DPF) | L4 16v, inyección directa, common-rail, turbo, filtro antipartículas (DPF) | L4 16v, inyección directa, common-rail, turbo, filtro antipartículas (DPF) |           |           |
| Identificación del motor       | K9K                                                                       | K9K                                                                       | R9M                                                                        | F9Q                                                                       | M9R                                                                        | M9R                                                                        |           |           |
| Cilindrada                     | 1461 cm³                                                                  | 1461 cm³                                                                  | 1598 cm³                                                                   | 1870 cm³                                                                  | 1995 cm³                                                                   | 1995 cm³                                                                   |           |           |
| Potencia máxima: CV (kW) @ rpm | 95 CV (70 kW) @ 4000                                                      | 110 CV (81 kW) @ 4000                                                     | 130 CV (96 kW) @ 4000                                                      | 130 CV (96 kW) @ 3750                                                     | 150 CV (110 kW) @ 4000                                                     | 160 CV (118 kW) @ 3750                                                     |           |           |
| Par máximo: Nm @ rpm           | 241 Nm @ 1750                                                             | 241 Nm @ 1750                                                             | 320 Nm @ 1750                                                              | 300 Nm @ 1750                                                             | 360 Nm @ 2000                                                              | 380 Nm @ 2000                                                              |           |           |
| Tracción                       | Delantera                                                                 | Delantera                                                                 | Delantera                                                                  | Delantera                                                                 | Delantera                                                                  | Delantera                                                                  | Delantera | Delantera |
| Transmisión                    | Manual, 6 velocidades                                                     | Manual, 6 velocidades / Automática, 6 velocidades                         | Manual, 6 velocidades                                                      | Manual, 6 velocidades                                                     | Manual, 6 velocidades / Automática, 6 velocidades                          | Manual, 6 velocidades                                                      |           |           |
| Aceleración 0–100 km/h         | 12.4 s                                                                    | 12.3 s                                                                    | 10.3 s                                                                     | 10.6 s                                                                    | 9.7 s                                                                      | 9.1 s                                                                      |           |           |
| Velocidad máxima               | 170 km/h                                                                  | 180 km/h                                                                  | 195 km/h                                                                   | 195 km/h                                                                  | 200 km/h                                                                   | 205 km/h                                                                   |           |           |
| Consumo combinado (L/100 km)   | 4.5                                                                       | 4.9                                                                       | 4.5                                                                        | 5.5                                                                       | 7.0                                                                        | 6.6                                                                        |           |           |

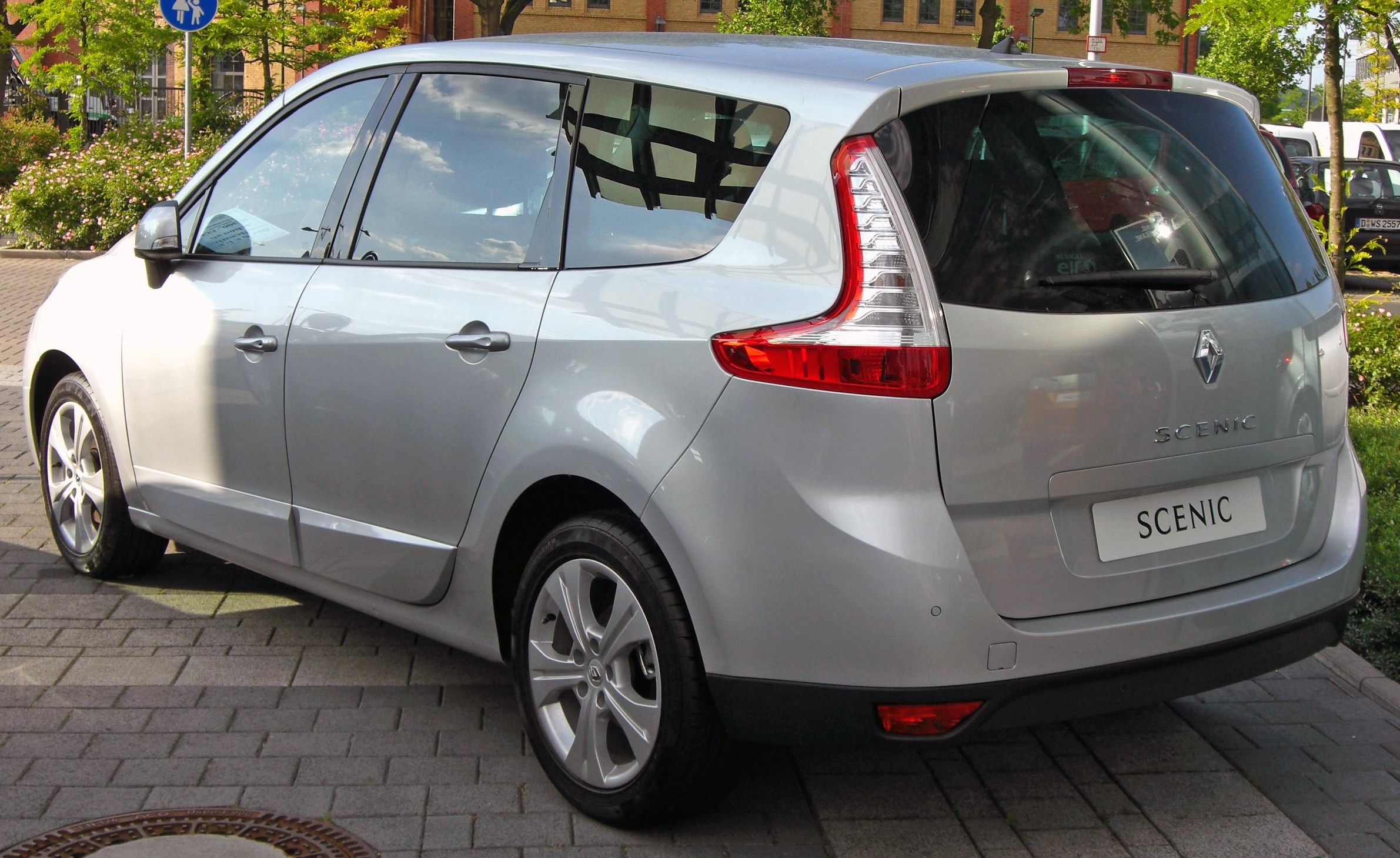
Renault Grand Scénic pre-rediseño, vista posterior (2009-2013)
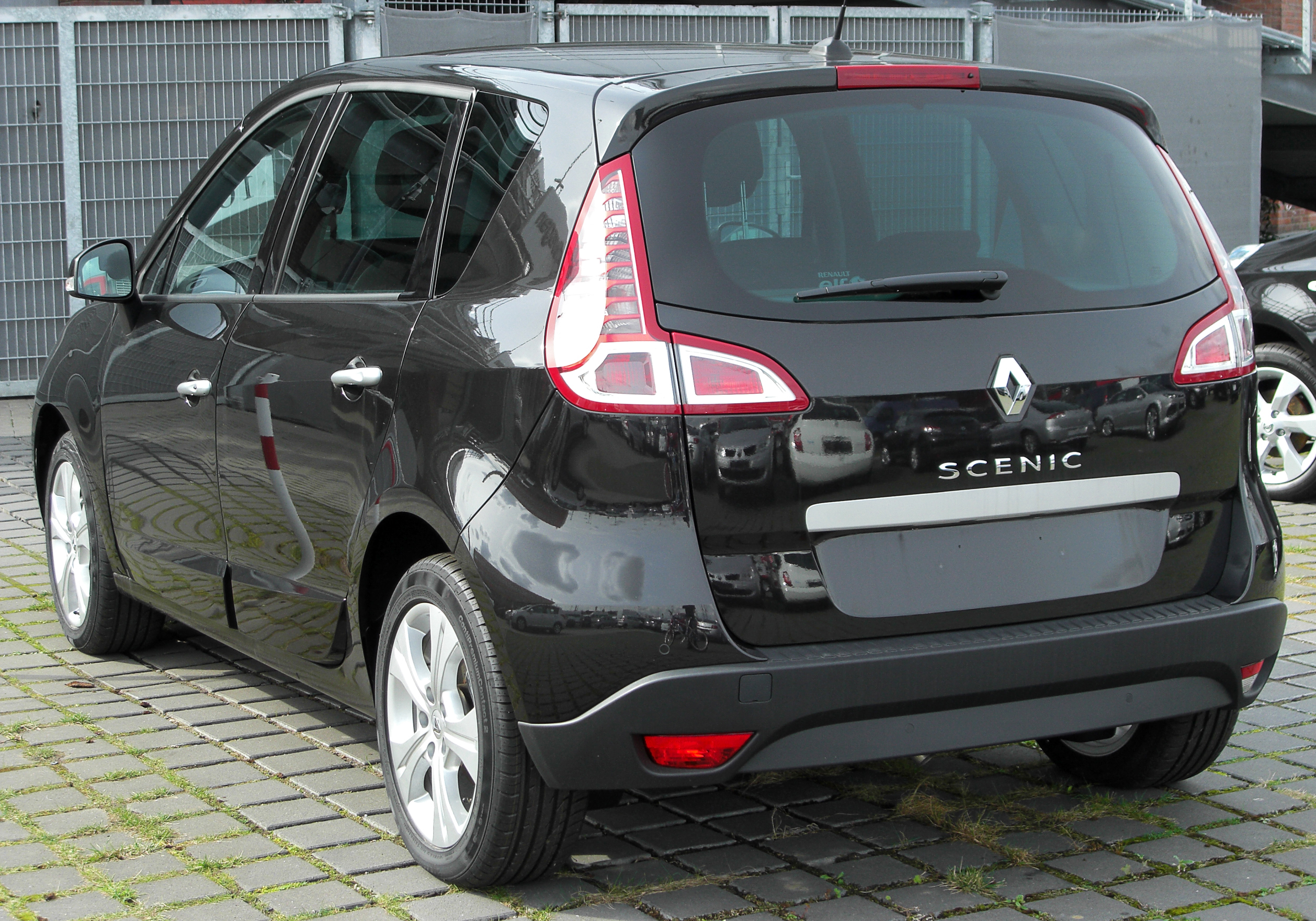
Renault Scénic pre-rediseño, vista posterior (2009-2013)
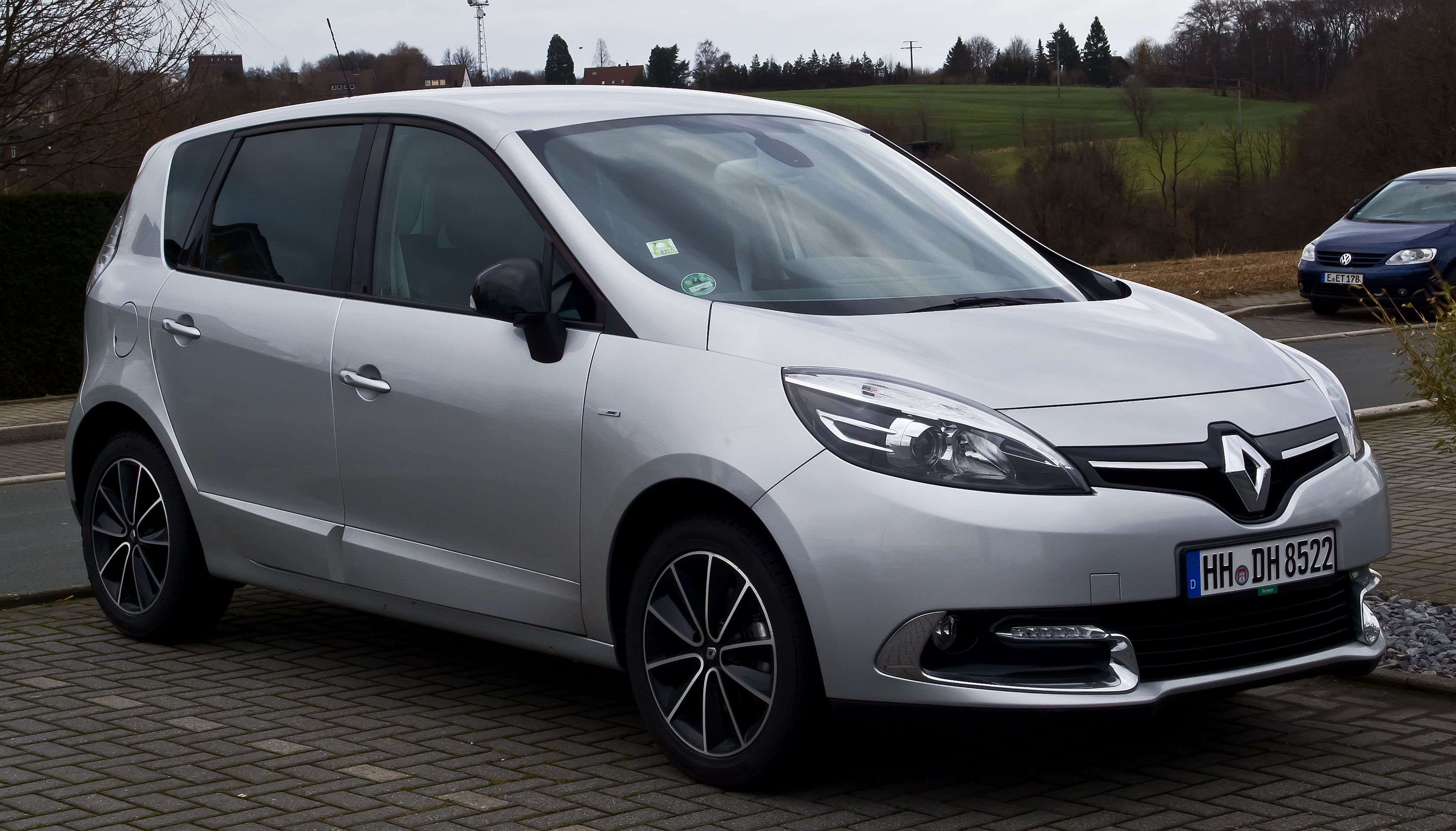
Renault Scénic rediseñado (2013-2016)

### Renault Scénic XMOD

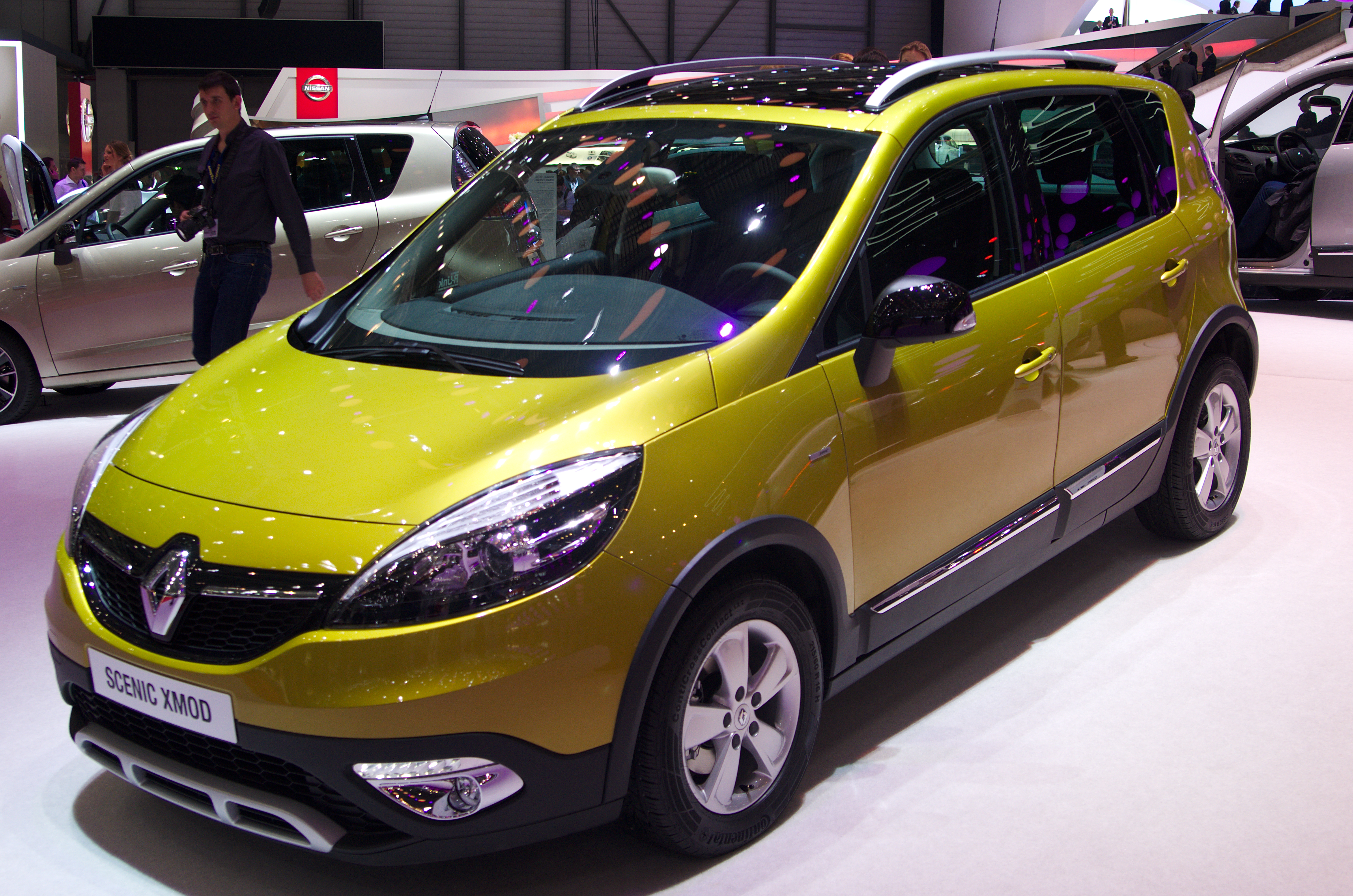
Renault Scénic XMOD

## Cuarta generación (2016-2022)
En el Salón de Ginebra 2016 Renault presentó la cuarta generación del Scénic. En octubre de 2016, el Grand Scénic se presentó al público en el Mundial del Automóvil de París. Ambas versiones llegaron en 2016 a los concesionarios.
La forma recuerda más a un SUV que a un monovolumen, un concepto similar al ya visto en el Renault Espace V. El Scénic ofrece unas llantas de 20 pulgadas y acabado en dos tonos además de un techo panorámico.
Está disponible con motores de gasolina de 1.2 litros con 85 kW (115 CV) y 96 kW (130 CV) y seis motores diésel con una potencia entre 70 kW (95 CV) y 118 kW (160 CV). El consumo combinado de combustible por cada 100 km será de 3,4 a 5,4 litros, lo que corresponde a una emisión de CO2 equivalente 89-129 g / km. A lo largo de 2017 aparecerá una versión mini-híbrida de 48V.

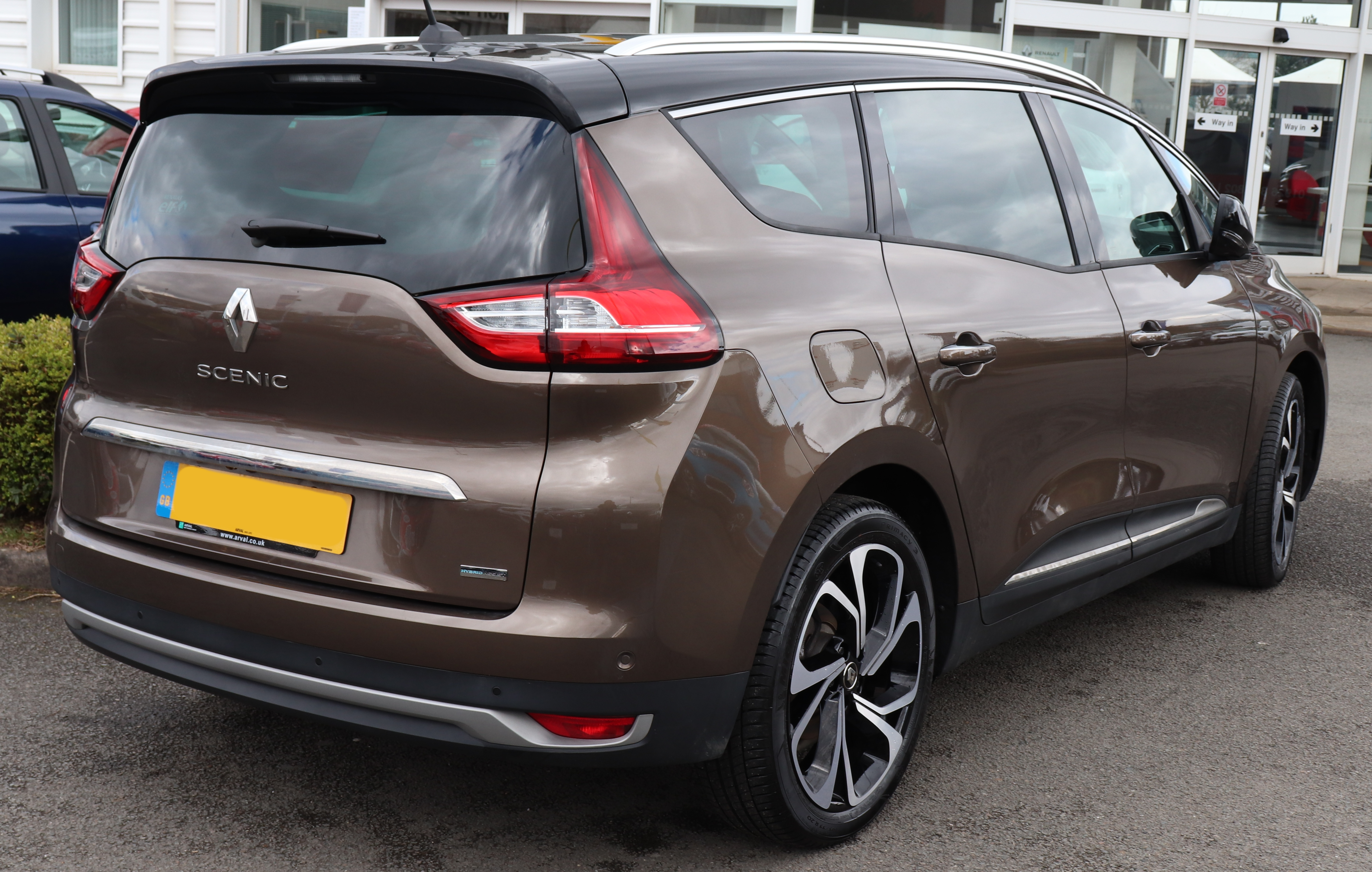
Renault Grand Scénic Vista posterior
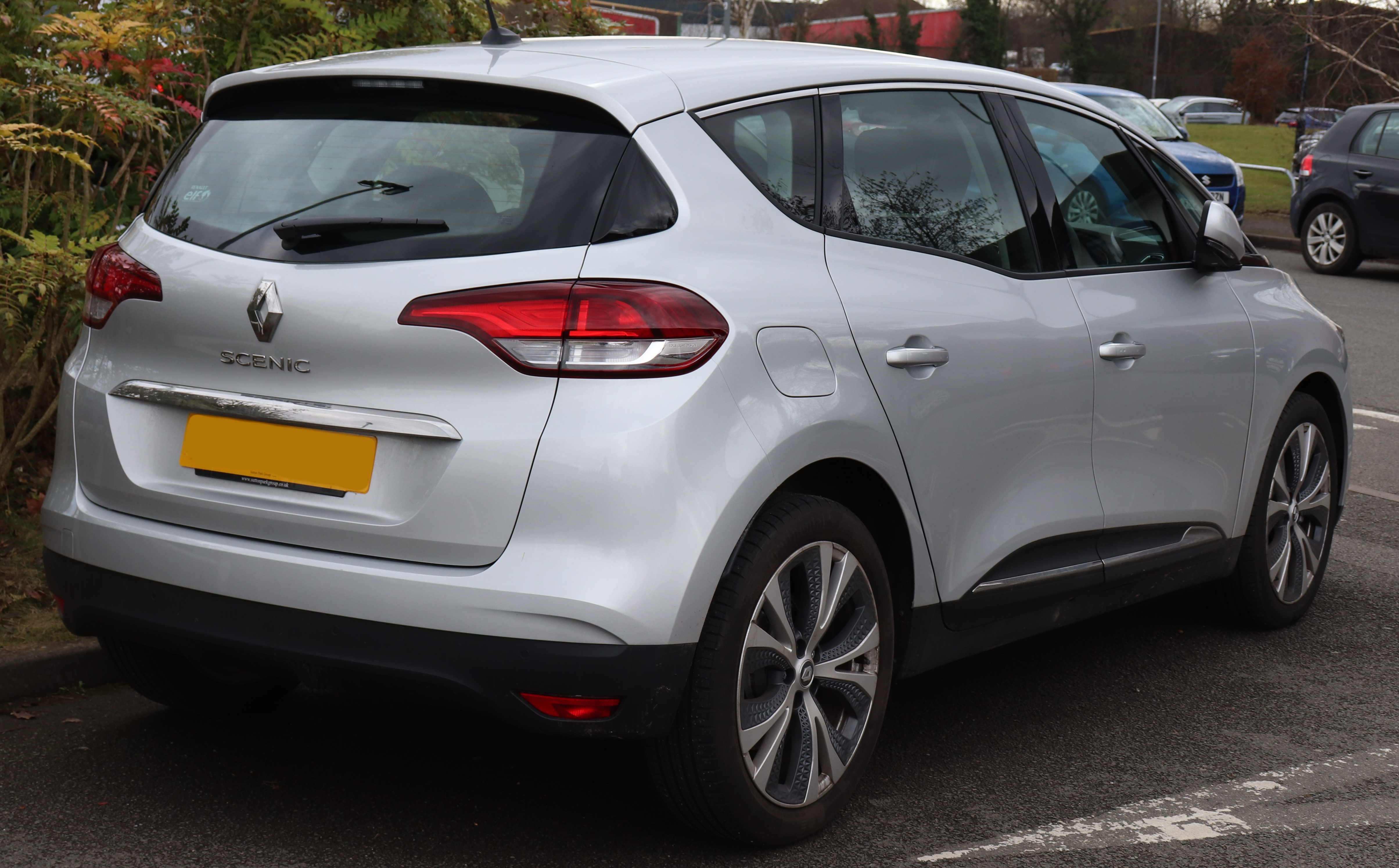
Renault Scénic vista posterior

## Quinta generación (2023-presente)
En mayo de 2022, Renault anunció Scenic Vision en forma de concept car. En esta quinta generación, el Scénic se convierte en un SUV 100% eléctrico, cero emisiones, ágil y compacto, con 625 km homologados de autonomía (WLTP).
El 4 de septiembre de 2023, Renault presenta oficialmente al mundo la 5ª generación de Scénic en el Salón del Automóvil de Múnich. El nombre completo del modelo es Renault Scenic E-Tech 100% eléctrico.
Renault Scénic E-Tech 100% eléctrico es un SUV compacto producido en Douai a partir de 2023. Es la quinta generación del Renault Scénic y se diferencia de las cuatro primeras, que son monovolúmenes compactos con motor de combustión interna. El modelo fue elegido Coche del Año en Europa 2024.

### Características técnicas
Renault Scénic E-Tech 100% eléctrico se basa en la plataforma técnica modular CMF-EV de la Alianza Renault-Nissan-Mitsubishi, rebautizada AmpR Medium5, que también utilizan el Renault Megane E-Tech 100 % eléctrico y el Nissan Ariya.

### Motorizaciones
Renault Scénic E-Tech 100% eléctrico ofrece dos cadenas cinemáticas eléctricas. La primera cuenta con un motor en el eje delantero con 170 CV y 280 N m de par, combinado con una batería de iones de litio con una capacidad útil de 60 kWh. La segunda versión cuenta con un motor de 290 CV y 300 N m de par y una batería de 87 kWh6.

### Coche del año en Europa 2024
La quinta generación del modelo, Renault Scénic E-Tech 100% eléctrico, fue elegida Coche del Año en Europa 2024. El resultado se anunció en el Salón del Automóvil de Ginebra (Suiza) en una ceremonia celebrado el 26 de febrero de 2024.
Hubo una primera ronda de votaciones en noviembre de 2023, donde Scenic E-Tech 100% eléctrico se situó entre los siete finalistas, junto a BMW Serie 5, BYD Seal, Kia EV9, Peugeot E-3008/3008, Renault Scenic E-Tech 100% eléctrico, Toyota C-HR y Volvo EX30.
El galardón fue concedido por los votos de 59 periodistas de automoción de 22 países. Se trata del séptimo vehículo de Renault que recibe el trofeo de “Car Of The Year”, un premio que ya recibió en 1997 la 1.ª generación de Scenic.